# Cerberus microlepis
Cerberus microlepis е вид влечуго от семейство Homalopsidae. Видът е застрашен от изчезване.

## Разпространение
Разпространен е във Филипини.

## Описание
Популацията на вида е намаляваща.